# استیون لیساک
استیون لیساک (انگلیسی: Steven Lysak; ۷ آگوست ۱۹۱۲ – ۳۰ ژوئیه ۲۰۰۲) قایقران کانو اهل ایالات متحده آمریکا بود.
وی در مسابقات کشوری و بین‌المللی در مجموع برندهٔ ۱ مدال طلا، ۱ مدال نقره شده‌است.